# Ramón Belloso
Ramón Belloso (San Salvador,1810-1858) fue un militar salvadoreño y uno de los protagonistas de la acción de los países centroamericanos para expulsar al filibustero William Walker de Nicaragua, al ser nombrado jefe de las fuerzas aliadas.

## Antecedentes
En 1833, cuando tenía el grado de capitán, Belloso estuvo al frente de las tropas gubernamentales que sofocaron la insurrección de los indígenas nonualcos dirigida por Anastasio Aquino. Asimismo formó parte de la expedición honduro-salvadoreña contra el gobierno conservador de Guatemala,  derrotada en la Batalla de la Arada de 1851. 
Fue nombrado general del ejército salvadoreño en febrero de 1854. Al suscitarse la toma del poder por parte de William Walker en Nicaragua en octubre de 1855, el jefe supremo en funciones de El Salvador Francisco Dueñas le encargó el mando de una guardia de honor de 150 hombres, que llegó a ser de ochocientos, para combatir en la Guerra contra los Filibusteros en defensa de la soberanía del vecino país y resto de Centroamérica que partió el 18 de junio de 1856.

Santa es la lucha a la que estamos llamados; la causa que va a sostenerse espada en mano, es la del honor nacional, es la religión de nuestros padres, es la de nuestra raza amenazada en su existencia política y cultural y es por último la de Centro América.
Francisco Dueñas, 25 de junio de 1856.

## Belloso en Nicaragua

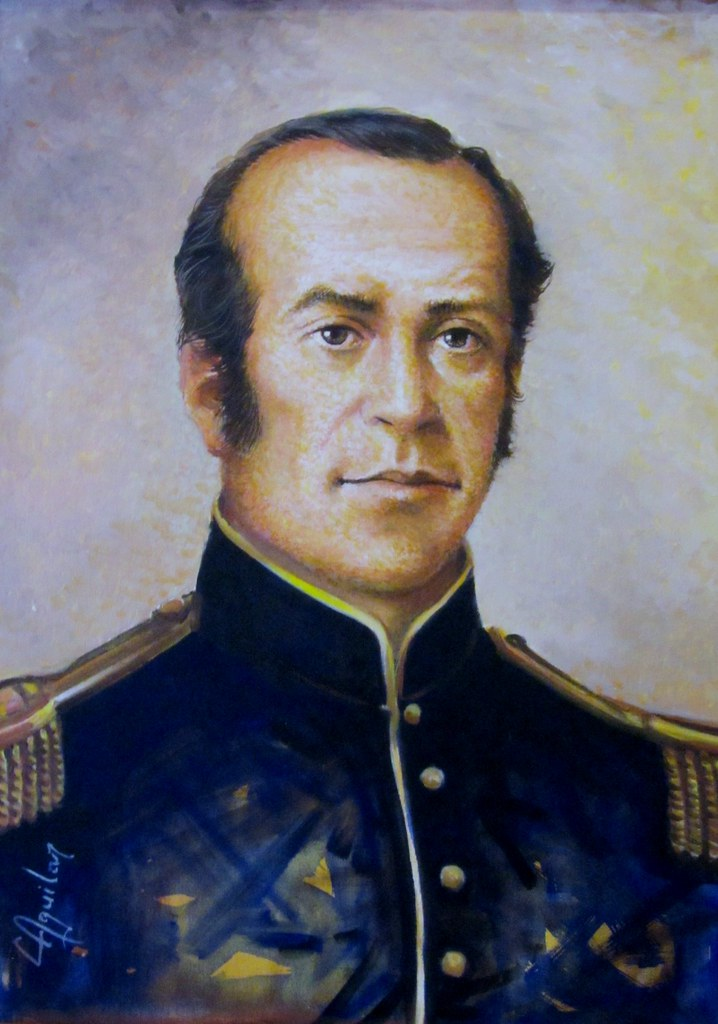
Ramón Belloso, En febrero de 1854, es nombrado y ascendido a General, Ramón Belloso. Militar del Ejército Salvadoreño, jefe del único ejército aliado de Centroamérica constituido por militares de Guatemala, Honduras, El Salvador y Nicaragua; destacó y brilló por su participación en batallas que se libraron en la región. El General Belloso fue un héroe de la Guerra Nacional en defensa de Centroamérica

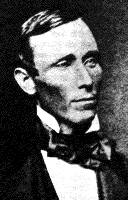
Belloso Dirigió las maniobras para echar de Nicaragua a William Walker, un conspirador que pretendió tomar algunas naciones de Latinoamérica a mediados del.

Ante la presencia de William Walker en Nicaragua, el 25 de junio de 1856, el jefe supremo de El Salvador hizo una proclama donde declaró la guerra al invasor: 
“Ningún centroamericano que abrigue sentimientos de patriotismo puede permanecer frío espectador de tan escandaloso atentado, y el gobierno de El Salvador se apresta ya no solo a auxiliar poderosamente al Gobierno y pueblo de Nicaragua, sino elevar su protesta y su voz ante las naciones civilizadas de Europa y de la América...A las armas: la Patria nos ordena combatir como buenos y leales hijos suyos...”.
Como representante de las fuerzas gubernamentales salvadoreñas, Belloso arribó a León entre muestras de simpatía el 12 de julio. El 18, El Salvador, Honduras y Guatemala en forma conjunta declararon la guerra al 'gobierno' ilegítimo del usurpador Walker. Patricio Rivas, reconocido como Presidente legítimo de Nicaragua, nombró el 27 de ese mismo mes General en Jefe de las fuerzas aliadas a Belloso; a pesar de ello, existieron muestras de disconformidad por el delegado militar guatemalteco. No obstante, Belloso interpuso sus oficios para que los rivales políticos locales llegasen a un acuerdo para luchar contra el filibustero.
Paulatinamente las fuerzas aliadas avanzaron sobre el territorio: después de tomar a Managua (24 de septiembre) pasaron a Masaya (2 de octubre) sin que los filibusteros presentasen resistencia. Estos se retiraron a Granada e intentaron un ataque fallido a los aliados. Otro intento se realizó el 15 de noviembre sin resultados. Por ese tiempo una plaga de cólera se propagó en Centroamérica.
Posteriormente, las tropas costarricenses se pusieron bajo el mando de Belloso el 7 de noviembre; los filibusteros, ya en estado desmoralizado, destruyeron Granada el 20 de ese mes reduciéndola a ruinas. Belloso atacó el 24 y sus tropas desalojaron a los filibusteros tres días después. Sin embargo, enfrentó nuevas disputas internas de las facciones políticas y nuevas desobediencias hacia su mando. El conflicto continuó con facciones de Walker oponiendo resistencia hasta que al fin este fue capturado por las fuerzas norteamericanas y llevado prisionero a Estados Unidos (12 de diciembre de 1857).

## Belloso y Barrios

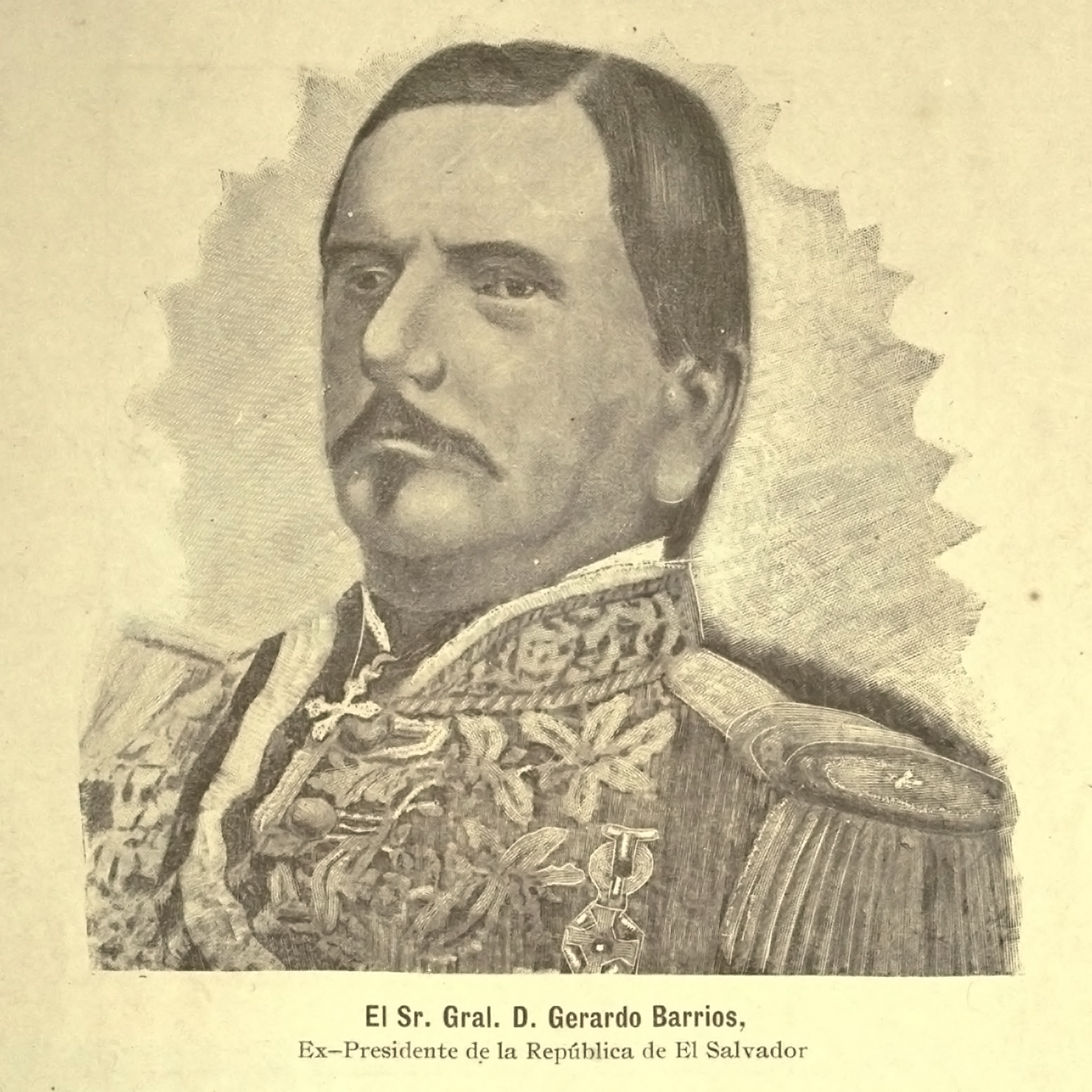
Señor General Don Gerardo Barrios.

El 16 de marzo de 1857 Belloso fue recibido con muestras de júbilo en Cojutepeque. El mes siguiente fue enviado a hacer inventario de las tropas en Nicaragua. Gerardo Barrios era para ese entonces jefe del ejército salvadoreño en ese mismo país. Una vez que Belloso arribó para cumplir su misión, se enteró de las intenciones de Barrios de derrocar al entonces presidente Rafael Campo. Belloso se negó y partió de regreso hacia El Salvador para informar de los planes de Barrios. Por otro lado, los soldados que retornaron junto a este militar desde Nicaragua propagaron el cólera en el país. El presidente salvadoreño junto a Belloso se prepararon para hacer frente a la rebelión de Barrios, pero este al final declinó sus pretensiones.

## Muerte
El 16 de junio de 1857 a Belloso le fue otorgado el retiro del servicio activo como reconocimiento a sus campañas militares y fidelidad al gobierno. Al mismo tiempo la enfermedad del cólera arreciaba en el país tomando víctimas de todos los estratos sociales, entre ellas a Belloso que murió el 27 de junio.